# Geulle (gemeente)
Geulle is een voormalige gemeente in de Nederlandse provincie Limburg, die bestond uit het gelijknamige dorp (Aan de Kerk) met de gehuchten en buurtschappen Broekhoven, Brommelen, Geulle aan de Maas, Hulsen, Hussenberg, Moorveld (deel), Snijdersberg, Oostbroek en Westbroek. De gemeente ging bij de gemeentelijke herindeling van 1982 op in de gemeente Meerssen. De voornaamste plaats in de gemeente was Geulle. De gemeente grensde aan de gemeenten Bunde, Elsloo, Beek en Ulestraten.